# Alison Arngrim
Alison Margaret Arngrim (New York, 18 gennaio 1962) è un'attrice, scrittrice e filantropa statunitense, nota per il ruolo di Nellie Oleson nella serie televisiva La casa nella prateria.

## Biografia

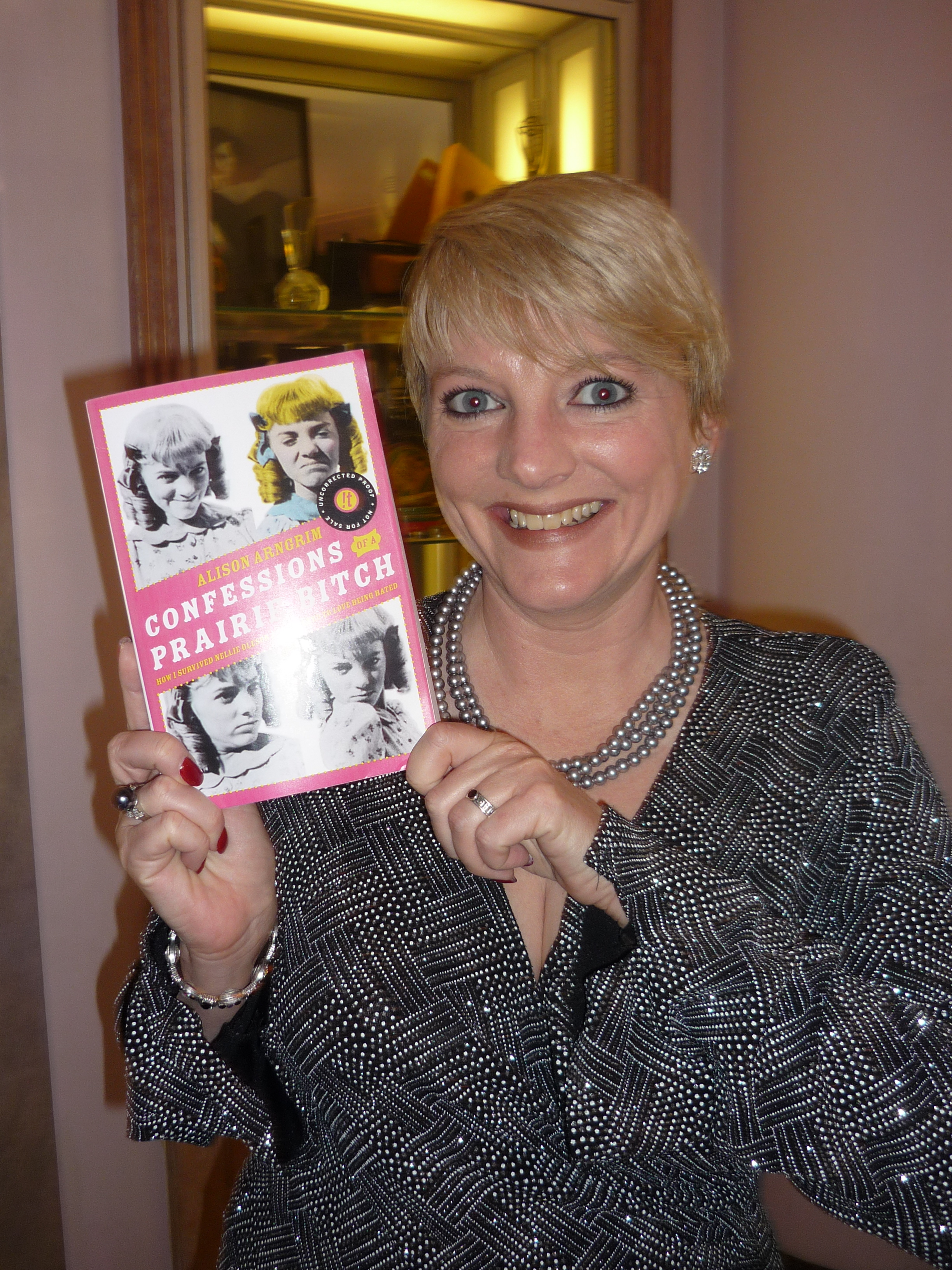
Alison Arngrim nel maggio 2010 con una copia del suo libro

Iniziò la sua carriera da attrice  all'età di dodici anni. È conosciuta soprattutto per il ruolo di Nellie Oleson nella serie televisiva della NBC La casa nella prateria, tratta dalla serie di romanzi di Laura Ingalls Wilder. Inizialmente aveva sostenuto un provino per il ruolo della protagonista Laura Ingalls, ma poi le fu assegnato quello di Nellie, più adatto a lei, che ricoprì tra il 1974 e il 1982. Anni dopo, Arngrim disse che interpretare il personaggio di Nellie fu come "avere la sindrome premestruale per sette anni".
In seguito alla morte del suo collega e amico Steve Tracy, che tra l'altro aveva ricoperto il ruolo di Percival Dalton, marito di Nellie, in La casa nella prateria, la Arngrim divenne un'attivista in favore dei malati di AIDS, ma si attivò anche nella protezione dei bambini dagli abusi sessuali.
Successivamente scrisse un'autobiografia, pubblicata nel 2010 con il titolo Confessioni di una stronza della prateria (Confession of a prairie bitch), dove rivelò di essere stata violentata a sei anni. In seguito all'esperienza traumatica è diventata un'attivista: il suo lavoro nell'ambito ha portato a cambiare una legge permissivista della California

## Vita privata
Arngrim è figlia di Norma MacMillan, attrice e doppiatrice, e di Thor Arngrim (1928-2009), un manager di Hollywood. Il fratello maggiore, Stefan Arngrim, è noto principalmente per il ruolo di Barry Lockridge nella serie televisiva La terra dei giganti.
Arngrim è stata sposata brevemente con lo scrittore Donald Spencer, sul finire degli anni ottanta. Sposata con il musicista Robert Paul Schoonover, dal 6 novembre 1993, vive a Los Angeles. È molto amica di Melissa Gilbert, sua collega in La casa nella prateria, con la quale ha lavorato come produttrice televisiva.

## Riconoscimenti
- Young Hollywood Hall of Fame (1970's)

## Filmografia parziale

### Cinema
- Throw Out the Anchor!, regia di John Hugh (1974)
- Make the Yuletide Gay, regia di Rob Williams (2009)

### Televisione
- Fantasilandia (Fantasy Island) - serie TV, episodio 4x11 (1981)
- Love Boat (The Love Boat) - serie TV, episodio 4x28 (1981)
- La casa nella prateria (Little House on the Prairie) – serie TV, 104 episodi (1974-1982)
- Ho sposato Wyatt Earp (I Married Wyatt Earp), regia di Michael O'Herlihy – film TV (1983)
- Life Interrupted, regia di Steven Wishnoff – film TV (2017)

## Pubblicazioni
- Alison Arngrim, Confessions of a Prairie Bitch: How I Survived Nellie Oleson and Learned to Love Being Hated, New York, It Books, 2010, ISBN 978-0-06-196214-1.